# Lohnweiler
Lohnweiler é um município da Alemanha localizado no distrito de Kusel, estado da Renânia-Palatinado.
Pertence ao Verbandsgemeinde de Lauterecken.